# Ferrocarril en Polonia

Mapa de las líneas ferroviarias en Polonia.

La red ferroviaria polaca consta de unos 18.510 kilómetros de vía (a fecha de 2015), de los cuales la gran mayoría está electrificada a 3 kV de corriente continua en la catenaria.
Polonia es miembro de la Unión Internacional de Ferrocarriles (UIC): su código de país UIC es el 51.
Los servicios ferroviarios son operados por una serie de operadores ferroviarios públicos y privados. El Grupo PKP, de propiedad nacional, opera la mayoría de los servicios ferroviarios. Además de las empresas propiedad de PKP, hay una serie de operadores de carga privados, así como una serie de operadores de pasajeros independientes, propiedad predominantemente de los gobiernos provinciales de los voivodatos.

## Generalidades

Velocidades máximas de los trenes en Polonia (2017).

La red está generalmente electrificada. La mayor parte fue construida antes de la Segunda Guerra Mundial por diversas compañías ferroviarias, entre ellas la Deutsche Reichsbahn alemana y los Ferrocarriles Estatales Imperiales rusos, y un componente menor fue construido a partir de 1946 por las autoridades comunistas. Debido a la edad media de la red y a la falta de mantenimiento, muchos tramos están limitados a velocidades inferiores a 160 km/h incluso en las líneas troncales. 2.813 km permiten una velocidad de 160 km/h o más.
Desde la entrada de Polonia en la Unión Europea en 2004, las instituciones financieras europeas han facilitado importantes fondos para mejorar tanto la red ferroviaria polaca como la flota de material rodante. Hasta junio de 2014, el Banco Europeo de Inversiones había concedido préstamos por un total de 1.900 millones de euros para proyectos de modernización ferroviaria en Polonia. Hasta diciembre de 2013 se habían proporcionado 578 millones de euros adicionales para modernizar el 70% del material rodante de PKP Intercity. La compra de veinte trenes de alta velocidad Alstom Pendolino, entregados en 2014, por valor de 665 millones de euros, se financió en parte con 342 millones de euros del Banco Europeo de Inversiones.

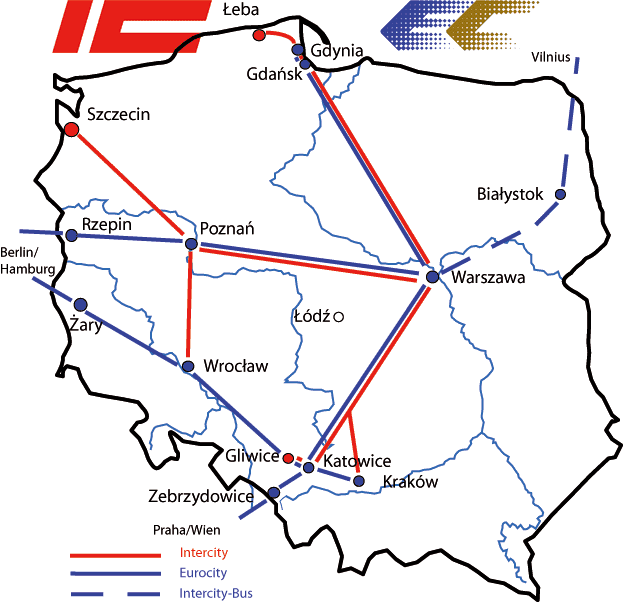
Conexiones ferroviarias interurbanas y europeas en Polonia.

En la actualidad, Polonia no dispone de ninguna línea de alta velocidad que funcione a más de 200 km/h. La línea ferroviaria central, centralna magistrala kolejowa, "CMK", que une Varsovia con Katowice y Cracovia, se diseñó con una alineación que permitía 250 km/h, pero durante más de 30 años tras su construcción Polonia no disponía de material rodante capaz de alcanzar velocidades superiores a 160 km/h. Desde 2008, la CMK se ha modernizado para permitir velocidades más altas, incluyendo la instalación del sistema de control ferroviario europeo (ETCS) de Nivel 1, que proporciona la señalización de cabina requerida por los trenes de alta velocidad. La mayoría de los trenes de la CMK siguen circulando a velocidades de hasta 160 km/h, pero desde el 14 de diciembre de 2014 los nuevos trenes Alstom Pendolino ED250 circulan en un tramo de 90 km de la CMK a 200 km/h, y las mejoras en curso deberían elevar la velocidad autorizada a 200 km/h en la mayor parte de la línea. En las pruebas realizadas en la CMK en noviembre de 2013, un nuevo tren Pendolino ED250 estableció un nuevo récord de velocidad en Polonia de 293 km/h.

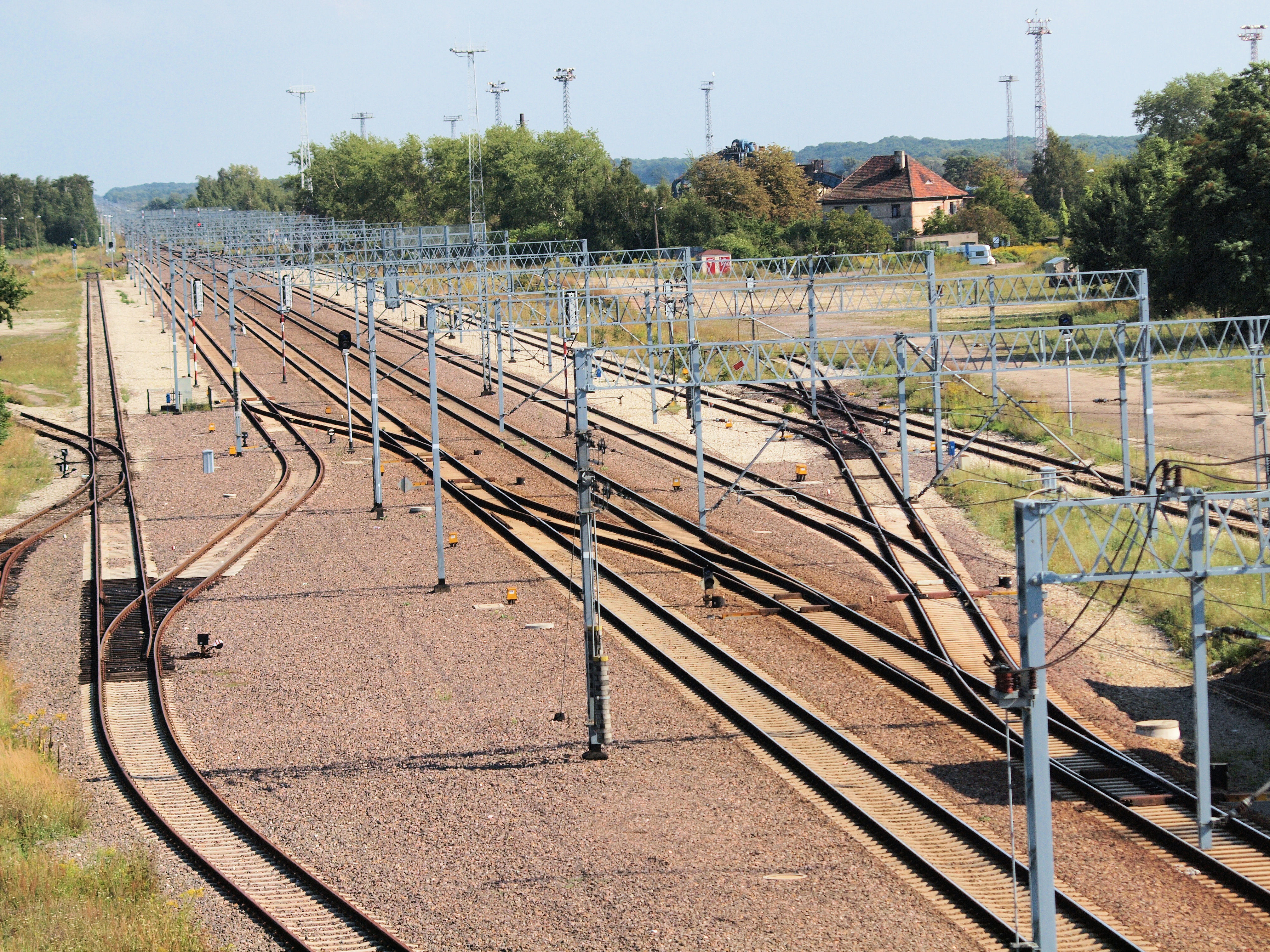
Línea ferroviaria electrificada en Oława.

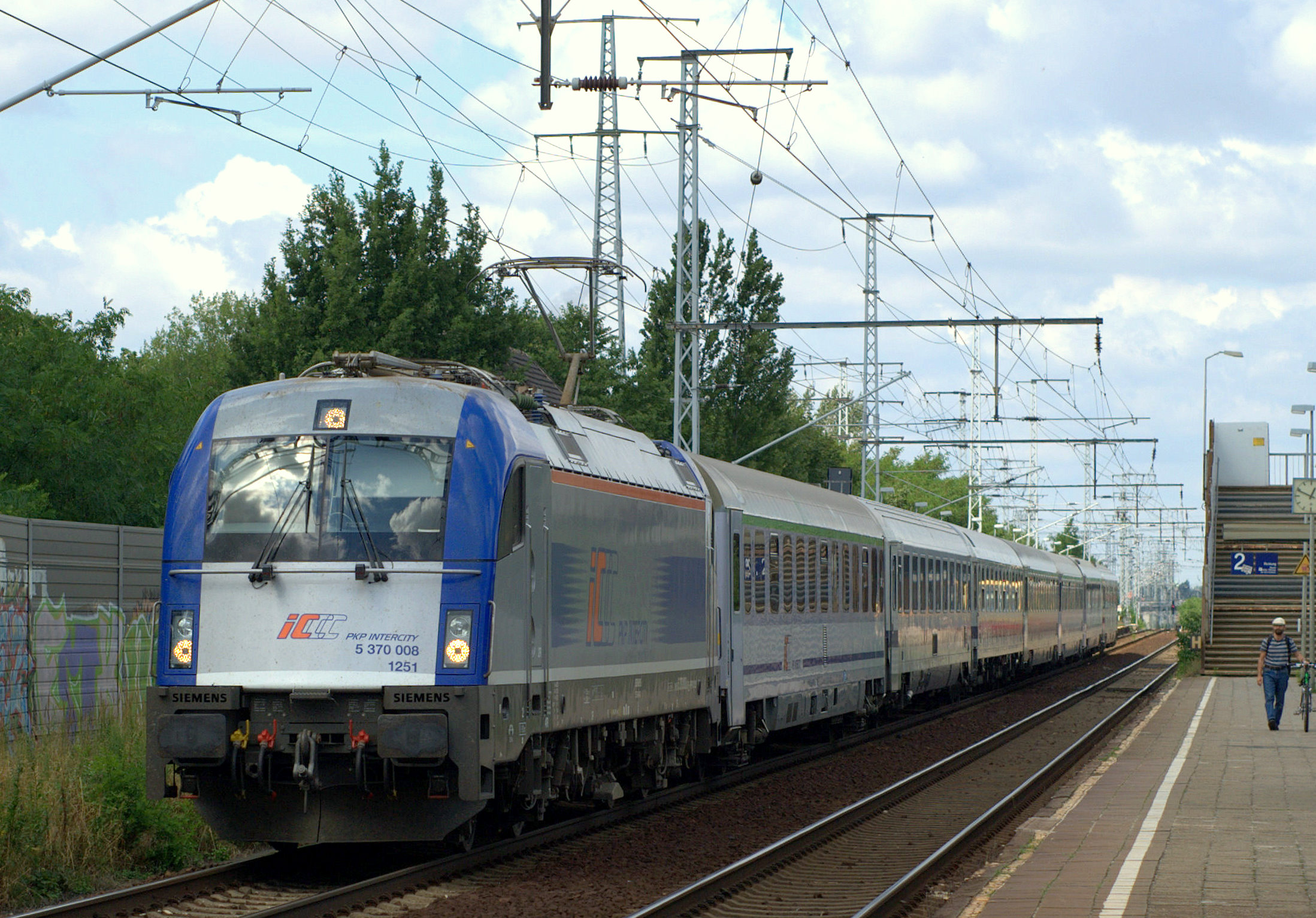
Nuevo PKP Intercity Siemens EuroSprinter saliendo de Berlín.

En 2011-2015 la ruta ferroviaria Varsovia-Gdańsk-Gdynia ha sido objeto de una importante mejora que ha costado 3.000 millones de dólares, financiada en parte por el Banco Europeo de Inversiones, y que incluye la sustitución de vías, la realineación de curvas y la reubicación de tramos de vía para permitir velocidades de hasta 200 km/h, la modernización de estaciones y la instalación del más moderno sistema de señalización ETCS de nivel 2, que se completará en junio de 2015. En diciembre de 2014 se pusieron en servicio nuevos trenes de alta velocidad Alstom Pendolino entre Gdańsk, Varsovia y Cracovia, reduciendo el tiempo de viaje en tren de Gdańsk a Varsovia a 2 horas y 58 minutos, que se reducirá a finales de 2015 a 2 horas y 37 minutos.
En 2008, el gobierno anunció la construcción de una línea de alta velocidad específica basada en el modelo francés del TGV y posiblemente con trenes de estilo TGV, para 2020. La línea en forma de Y uniría Varsovia con Łódź, Poznań y Wrocław a velocidades de hasta 320 km/h. Los planes incluían una mejora de la Línea Ferroviaria Central hasta 250 km/h o más, ya que esta línea tiene un perfil similar al de una LGV. En diciembre de 2011 se pospusieron los planes de construcción de la línea "Y" de alta velocidad hasta 2030, debido a su elevado coste.
Desde 2008, los servicios internacionales incluyen los trenes EuroCity y EuroNight entre Europa Occidental y Oriental, sobre todo los coches cama directos EN Jan Kiepura entre Rusia y Ámsterdam, Basilea y Múnich vía Varsovia, Poznan y Alemania. Suelen estar formados por vagones de diferentes operadores ferroviarios que se van añadiendo al tren a medida que éste pasa por su zona de operación.

### Enlaces con países adyacentes
El voltaje de los sistemas de electrificación puede variar. La tensión polaca es de 3 kV DC.
- Mismo ancho de vía - 1.435 mm:
  - República Checa - mismo voltaje
  - Alemania - 3 kV DC/15 kV AC
  - Eslovaquia - mismo voltaje
  - Suecia - por transbordador ferroviario, enlaces fijos propuestos de Szczecin a Ystad vía la isla de Bornholm y de Gdynia a Karlskrona (ambos de 3 kV DC/25 kV AC en los extremos polacos)
- Cambio de ancho - 1.435 mm/1.520 mm:
  - Bielorrusia - 3 kV DC/25 kV AC, un corto tramo de vía de ancho mixto termina en Grodno
  - Lituania - 3 kV DC/25 kV AC, como parte de la construcción de Rail Baltica se construyó en octubre de 2015 una nueva línea diésel de ancho estándar desde allí hasta Kaunas
  - Rusia (Óblast de Kaliningrado) - no está electrificada - hay tramos cortos de doble ancho alrededor de la zona fronteriza
  - Ucrania - 3 kV DC/25 kV AC

### Ferrocarriles de vía ancha

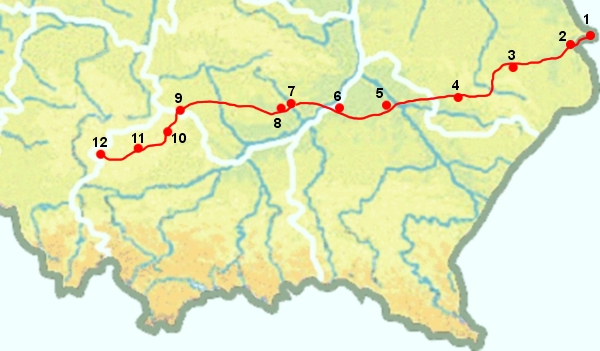
El LHS une el sur de Polonia con los ferrocarriles de vía ancha de Ucrania y otros países del este.

La red es de ancho estándar, salvo la línea metalúrgica de vía ancha (conocida por su abreviatura polaca LHS) y algunos tramos cortos cerca de los pasos fronterizos. La LHS a Sławków es la línea más larga, de vía única a lo largo de casi 400 km desde la frontera ucraniana justo al este de Hrubieszów. Es la línea de vía ancha más occidental conectada al sistema de la antigua Unión Soviética.

## Operadores

### Grupo PKP
Polskie Koleje Państwowe (PKP), un grupo empresarial de propiedad estatal, es el principal proveedor de servicios ferroviarios, ostentando un monopolio casi total en los servicios de pasajeros de larga distancia. Cuenta con el apoyo y la financiación del gobierno.
- Hay tres empresas principales de PKP:
  - PKP PLK - posee y mantiene la infraestructura, incluidas las líneas y las estaciones.
  - PKP Intercity - proporciona conexiones de larga distancia en las rutas más populares. Los trenes se dividen en las categorías EuroNight (EN), EuroCity (EC), Express InterCity (EIC), Express InterCity Premium (EIP) - generalmente más rápidos y más caros, InterCity (IC) y (TLK) (trenes rápidos interregionales, más lentos que los EN/EC/EIC pero más baratos) y trenes rápidos internacionales.
  - PKP Cargo se encarga del transporte ferroviario de mercancías.
- Przewozy Regionalne (POLREGIO), antes PKP Przewozy Regionalne, es un operador ferroviario en Polonia, responsable del transporte local e interregional de pasajeros. Cada día opera unos 3.000 trenes regionales. En 2002 transportó a 215 millones de pasajeros. Przewozy Regionalne es una empresa propiedad de los distintos gobiernos de los voivodatos, cada uno de los cuales posee diversas porciones de acciones.

Trenes regionales, categorías: Regio, InterRegio, RegioExpress, InterRegioBus.

### Otros operadores

Operadores regionales de servicios de pasajeros en Polonia.

Aunque PKP es el mayor operador ferroviario de Polonia, existen varios operadores independientes de servicios ferroviarios de pasajeros y de carga. Los operadores independientes de carga son predominantemente de propiedad privada. Los operadores de pasajeros son predominantemente propiedad de los gobiernos de los voivodatos. Entre ellos se encuentran:

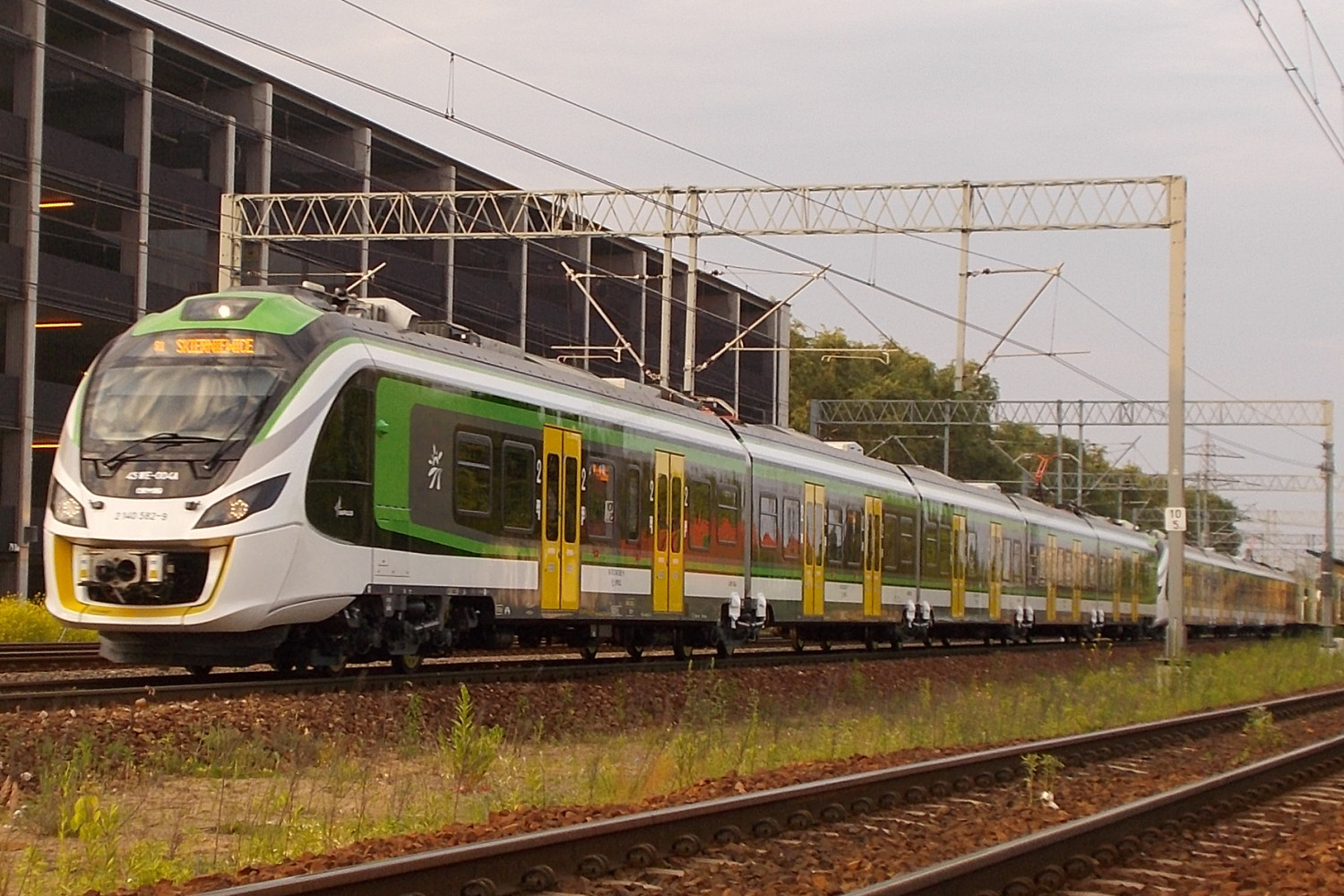
Un tren Koleje Mazowieckie acercándose a una estación.

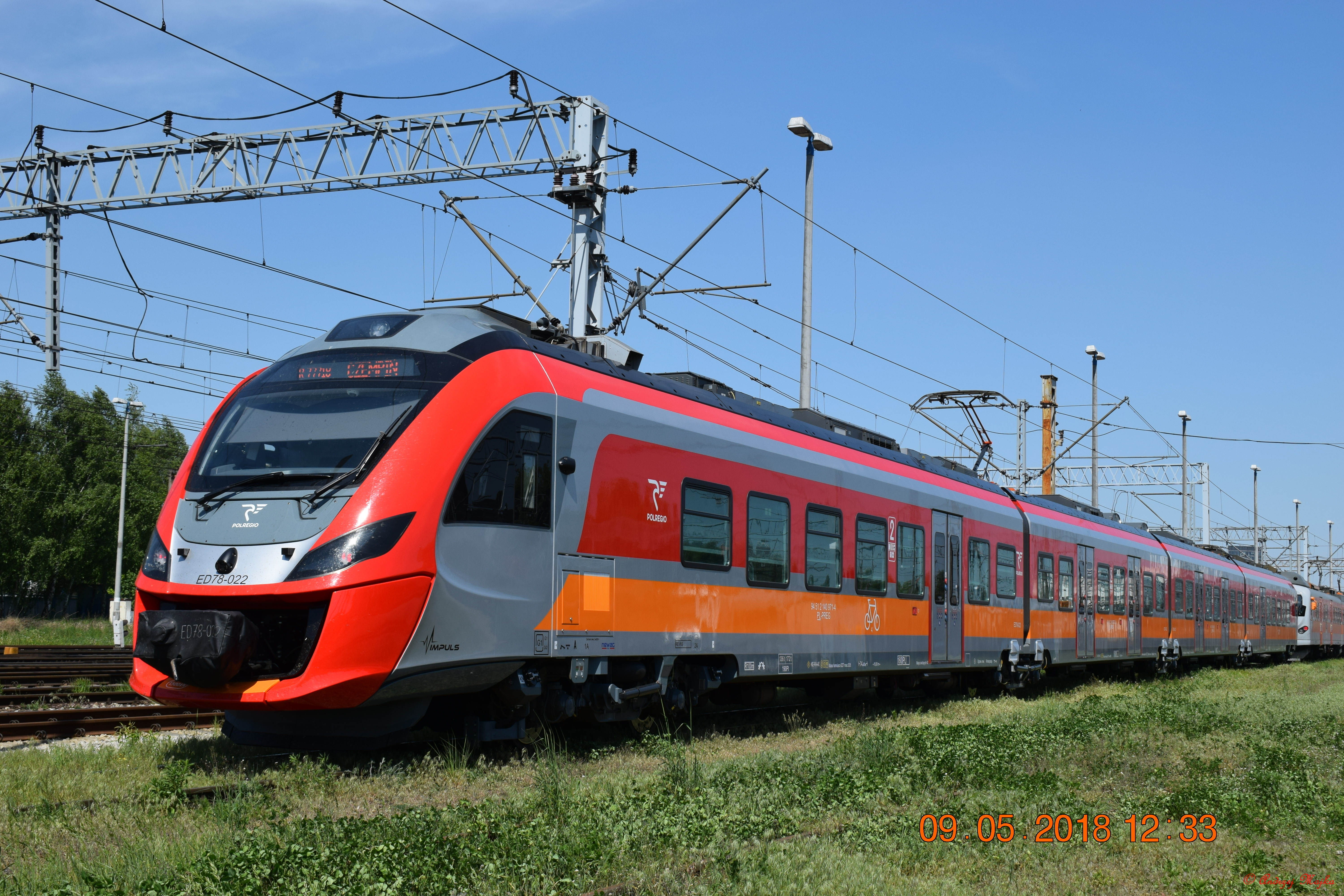
Tipo ED78 construido por la empresa polaca Newag y perteneciente a Przewozy Regionalne (POLREGIO).

- Przewozy Regionalne - propiedad de las autoridades regionales de los 16 voivodatos, anteriormente parte del Grupo PKP. Opera trenes de pasajeros locales (bajo la marca REGIO) financiados por los gobiernos locales, trenes de larga distancia de bajo coste (interREGIO) y trenes internacionales de corta distancia conjuntamente con DB Regio (REGIOekspres). Los trenes de pasajeros son bastante lentos, en su mayoría unidades múltiples eléctricas y vagones/ferrobuses diésel. Los trenes InterREGIO son de un nivel ligeramente inferior al de los trenes TLK (sin primera clase ni vagones comedor), pero suelen ser un poco más baratos. En junio de 2016, los Ferrocarriles Lituanos y Przewozy Regionalne iniciaron el servicio de trenes de pasajeros de fin de semana entre Bialystok y Kaunas en Lituania.[12][13]
- Deutsche Bahn
  - DB Regio conecta desde las estaciones fronterizas de Gorzów, Kostrzyn, Szczecin con la red de DB con trenes de cercanías (las partes polacas de sus rutas suelen ser operadas por Przewozy Regionalne).
  - Arriva RP (filial al cien por cien de Deutsche Bahn) es un operador regional en las líneas de las regiones de Cuyavia-Pomerania y Pomerania.
- Koleje Dolnośląskie un operador regional en algunas líneas de la Baja Silesia.
- Koleje Mazowieckie es un operador regional en todas las líneas del voivodato de Masovia, incluida Varsovia.
- Koleje Małopolskie un operador regional en la región de Cracovia.
- Koleje Wielkopolskie es un operador regional de algunas líneas en el voivodato de Gran Polonia.
- Koleje Śląskie un operador regional en el voivodato de Silesia.
- Łódzka Kolej Aglomeracyjna es un operador ferroviario de cercanías en el voivodato de Łódź.
- Szybka Kolej Miejska (Varsovia)
- Warszawska Kolej Dojazdowa

### Tránsito rápido
Esto incluye:
- PKP Szybka Kolej Miejska, en la zona de las tres ciudades del norte de Polonia.
- Warszawska Kolej Dojazdowa, una red ferroviaria de cercanías en Varsovia.
- Szybka Kolej Miejska, red suburbana de propiedad municipal en Varsovia.
- Metro de Varsovia, una red de metro subterráneo en Varsovia, actualmente en fase de expansión.

## Operadores de mercancías
Los servicios de transporte de mercancías son prestados por varios operadores ferroviarios privados y públicos. Entre ellos se encuentran:
- DB Cargo Polska
- Freightliner
- PKP Cargo
- PKP LHS
- Lotos Kolej
- Orlen KolTrans
- CTL Logistics